# Хуан Карлос Васмосі
Хуан Карлос Васмосі (ісп. Juan Carlos María Wasmosy Monti рід. 15 грудня 1938 року, Асунсьйон) — парагвайський політичний діяч, президент Парагваю з 1993 до 1998. Член партії Колорадо, і перший за 39 років цивільний президент країни.

## Життєпис
Пращури майбутнього президента (Даніель і Йожеф Вамоші) емігрували до Південної Америки з угорського міста Дебрецен в 1828.
До його нащадків також відноситься і Алсеу Вамозі (1895-1923), відомий бразильський письменник.
Згодом прізвище було змінено на Васмосі, в тому числі замість великої «V» з'явилося «W».
У 1995 році Хуан Карлос Васмосі відвідав рідне місто своїх предків під час свого офіційного візиту до Угорщини.
Народжений в Асунсьйоні, столиці Парагваю, Васмосі отримав освіту в Національному університеті Асунсьйона.
Свою кар'єру він починав інженера-будівельником, згодом очолив парагвайський консорціум, який працював на будівництві греблі Ітайпу.
Під час реалізації цього проекту Васмосі вдалося істотно розбагатіти. При президенті Андресі Родрігесі Педотті Васмосі займав посаду міністра інтеграції в уряді Парагваю.
Андрес Родрігес, президент Парагваю в 1989-1993, схвалив Васмосі своїм наступником на президентських виборах 1993.
Васмосі вдалося здобути перемогу на них з 41,6 % голосів.
Його головний суперник Домінго Лайно, представник Автентичної радикальної ліберальної партії, зайняв друге місце з 33,5 %. Фактично це були перші вільні вибори в історії Парагваю, де перевага переможця над переможеним було менше 10 % голосів. Незважаючи на низку виявлених порушень під час голосування, вони були визнані незначними і не ставили під сумнів чисту перемогу Васмосі командою міжнародних спостерігачів на чолі з Джиммі Картером, колишнім президентом США.
Проте, Васмосі став дуже непопулярним президентом, коли почав призначати багатьох давніх прихильників диктатора Альфредо Стресснера на посади в уряді Парагваю. Васмосі також не став продовжувати деякі реформи попереднього президента Родрігеса.
Ліно Ов'єдо, який очолював парагвайську армію, нібито зробив спробу державного перевороту в квітні 1996.
У відповідь Васмосі запропонував йому посаду міністра, але незабаром і зовсім запроторив його до в'язниці.
У 1998 кандидат від партії Колорадо Рауль Кубас під час президентської кампанії обіцяв випустити Ов'єдо, що і зробив після своєї перемоги.
У 2002 вже сам Васмосі був визнаний винним в шахрайстві, яке принесло державі збитків у розмірі 50 мільйонів доларів США, і був засуджений до чотирьох років позбавлення волі .
Вирок був пізніше оскаржений.